# جوزيف بريك
جوزيف بريك (بالإنجليزية: Joseph Breck)‏ هو أمين متحف أمريكي، ولد في 1885 في ماساتشوستس في الولايات المتحدة، وتوفي في 2 أغسطس 1933 في سويسرا.